# Clypeaster rotundus
Clypeaster rotundus is een zee-egel uit de familie Clypeasteridae. De wetenschappelijke naam van de soort werd in 1863 gepubliceerd door Alexander Agassiz.

## Synoniemen
- Clypeaster riisei Lütken, 1864[2]